# Yadier Pedroso
Yadier Pedroso, född den 9 april 1986 i Guanajay, död den 16 mars 2013 nära Artemisa, var en kubansk basebollspelare som tog silver för Kuba vid olympiska sommarspelen 2008 i Peking.
Pedroso representerade Kuba i World Baseball Classic 2006 och 2013. 2006, när Kuba kom tvåa i turneringen, spelade han tre matcher och hade en earned run average (ERA) på 3,60 och sex strikeouts och 2013 spelade han två matcher och hade en ERA på 5,40 och inga strikeouts.
Några dagar efter att Pedroso kommit tillbaka till Kuba efter sitt deltagande i World Baseball Classic 2013 omkom han i en trafikolycka.